# بوب ويلكرسون
بوب ويلكرسون (بالإنجليزية: Bob Wilkerson)‏ مواليد 15 أغسطس 1954 في مدينة أندرسون في ولاية إنديانا الأمريكية، هو مدرب كرة سلة أمريكي ولاعب معتزل. بدأ مسيرته الاحترافية في سنة 1976. تم اختياره من قبل فريق سياتل سوبرسونيكس خلال الدرافت. يبلغ طوله 6 قدم 6 بوصة (2.0 م). اعتزل اللعب في 1983. أحرز خلال مسيرته في الإن بي إيه 5424 نقطة بمعدل 10.1 نقاط في المباراة الواحدة.

## المسيرة الاحترافية
لعب مع سياتل سوبرسونيكس في موسم 1976–1977، ثم لعب مع دنفر ناغتس من سنة 1977 إلى 1980، ثم لعب مع شيكاغو بولز في موسم 1980–1981، ثم لعب مع كليفلاند كافالييرز من سنة 1981 إلى 1983.

## روابط خارجية
- بوب ويلكرسون على موقع إن بي أي (الإنجليزية)
- بوب ويلكرسون على موقع سبورتس رفرنس (الإنجليزية)
- بوب ويلكرسون على موقع كلية كرة السلة في سبورتس رفرنس.كوم (الإنجليزية)
- بوب ويلكرسون على موقع ريلجم (الإنجليزية)
- بوب ويلكرسون على موقع بروبوليرز (الإنجليزية)